# 米兰河
米兰河，位于中国新疆巴音郭楞蒙古自治州的新疆生产建设兵团第二师三十六团垦区境内，长167公里，是塔里木盆地东南部的河流。
河道行政管理单位为巴州水利局若米河流域管理处。

## 水文地理
流域总面积5791平方千米，其中山区集水面积为4108平方千米，占71%，平原面积为1683平方千米，占29%。现有灌溉面积11多万亩，其中耕地面积4.3多万亩，林地面积6.7多万亩。
河流全长167km，出山口以上河长137km，出山口处多年平均年径流量1.31亿m3，可利用量1.18亿m3。
米兰河泥砂含量较大。米兰河的最大洪水由暴雨形成。2010年发生一次大洪水，最大洪峰流量高达380m3/s以上，历时长达一周。

## 工程利用
米兰河出山口后建有一级、二级、三级电站。均为无调节引水式电站。配套的米兰电网包括3座35KV升压站，一座35KV变电所及35KV架空线路组成。
- 米兰河一级电站：出山口下游3km。从1975年开始修建，1987年建成发电。3×750KW的机组，设计水头55.0m，设计引水流量5.00m3/s。确保出力达到780.0kw，多年平均年发电量为1177.0万kw/h，装机利用小时数为5231h。
- 米兰河二级电站：出山口下游6km右岸一、二级阶地上。1998年开始修建，1999年建成发电。设计引水流量5m3/s，设计水头51m，装机容量3×630kW，电站由引水渠道、压力前池、压力管道、厂房、尾水渠、 泄水陡坡和升压站等部位组成。
- 米兰河三级电站：出山口下游9km河道右岸。从二级电站尾水引水，发电设计流量5m3/s。设计水头45.33m，电站总装机3×630kW=1890kW。多年平均发电量为1095.68万kW·h，装机年利用5797h。2009年建成

在米兰河出山口以上1.5km处在建米兰河山口水利枢纽混凝土面板大坝，水库正常蓄水位1445m，水库总库容4128万立方米。 电站装机容量为2.4MW，农业灌溉年供水量3310万m3，工业设计年供水量3100万m3。工程主要由拦河坝、导流兼泄洪排沙洞、溢洪道、发电引水洞及电站厂房等组成。项目竣工后为国投新疆罗布泊钾盐有限责任公司供水。引水工程对米兰绿洲（兵团第三十六团场）农田灌溉及生态灌溉需水构成一定影响，为此，米兰绿洲农田灌溉系统需进行节水改造。业主为若羌县米兰河山口水利枢纽工程公司。股东为：若羌县楼兰投资经营有限责任公司、巴州西海水务有限责任公司、第二师三十六团、新疆巴音国有资产经营有限公司、第二师绿原国有资产经营有限公司。2011年3月开工建设，总投资7.02亿元， 2015年9月大坝主体工程完成，设计总库容4128万m3，2015年12月10日正式下闸蓄水。2016年9月29日发电站试运行，10月中旬正式投入使用。